# Boris Jefimowitsch Nemzow

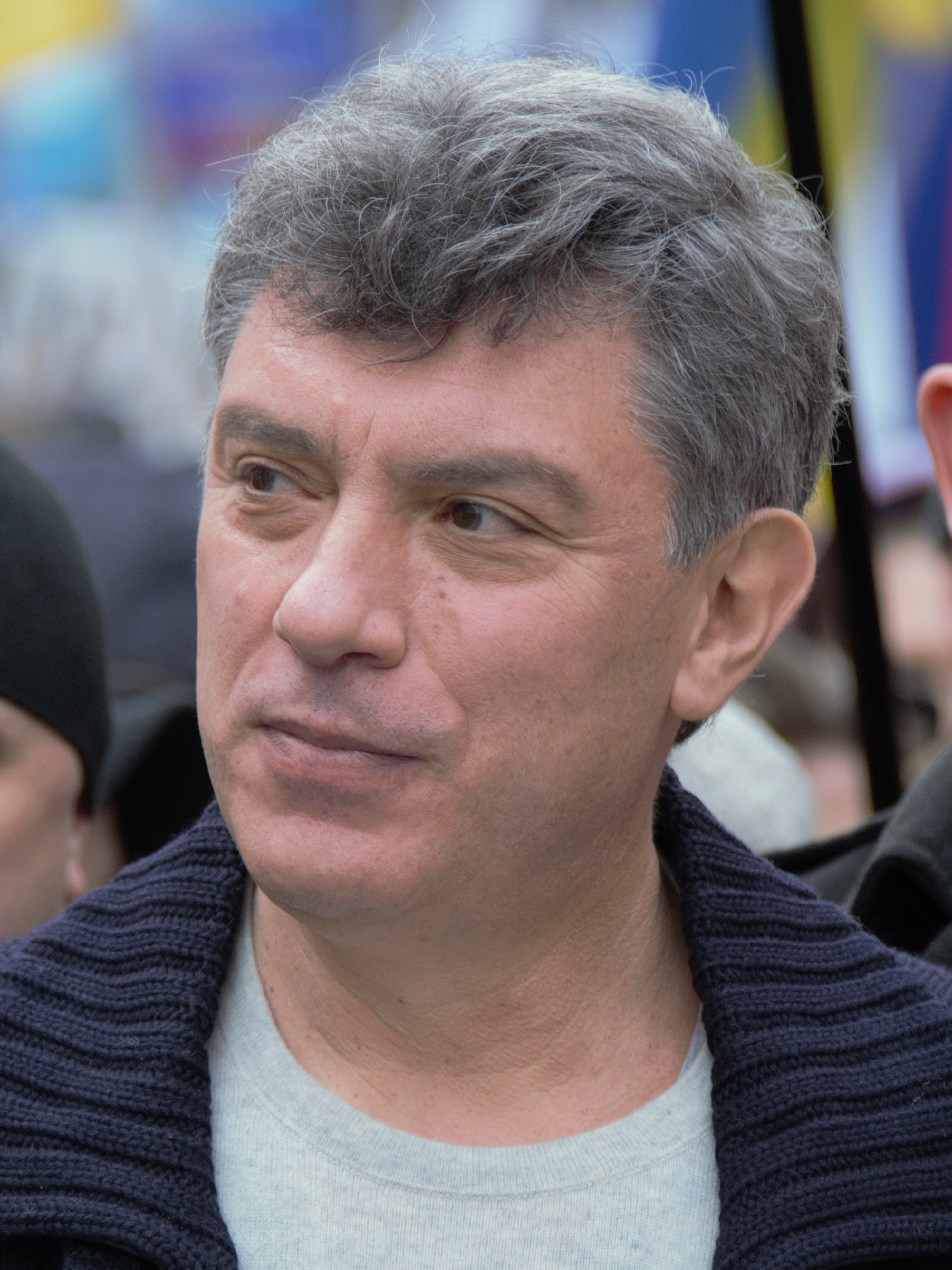
Boris Nemzow (2014)

Boris Jefimowitsch Nemzow (russisch Борис Ефимович Немцов; * 9. Oktober 1959 in Sotschi; † 27. Februar 2015 in Moskau) war ein russischer Politiker. Er gehörte lange Zeit zu den führenden Kräften der liberalen Partei Union der rechten Kräfte. Er entwickelte sich von einem Unterstützer Wladimir Putins zu einem seiner schärfsten Kritiker und zählte zu den prominentesten Anführern des Widerstandes gegen Putins Herrschaft.
1991 bis 1997 war Nemzow Gouverneur der Oblast Nischni Nowgorod. Unter Präsident Boris Jelzin war er zwischen 1997 und 1998 Vizeministerpräsident der Russischen Föderation und galt als einer der Architekten der marktwirtschaftlichen Wirtschaftsreformen des Landes. Im August 1998 schied er aus der Regierung aus. Er war als möglicher Nachfolger Jelzins im Gespräch, der sich schließlich aber für Putin entschied. Nemzow unterstützte zunächst Putin, reihte sich anschließend jedoch unter dessen Widersacher ein. Als Fraktionsvorsitzender der Union der rechten Kräfte kritisierte er die Regierung fortan von der Opposition aus.
Bei der Präsidentschaftswahl 2008 wurde Nemzow von seiner Partei als Kandidat aufgestellt, zog sich jedoch vor der Wahl zurück. 2008 gründete er mit anderen Oppositionellen die Bewegung Solidarnost. Bei den Protesten gegen die Wiederwahl Putins bei der Präsidentschaftswahl 2012 war er einer der Hauptredner. Am 27. Februar 2015 wurde er auf der Großen Moskwa-Brücke im Zentrum Moskaus erschossen.

## Leben

### Herkunft
Nemzows Mutter, Dina Jakowlewna Eidman, war Kinderärztin; sein Vater, Jefim Dawydowitsch Nemzow, Funktionär der KPdSU und einige Zeit stellvertretender Bauminister der Sowjetunion. Nach der Scheidung von ihrem Ehemann zog Nemzows Mutter mit den Kindern nach Gorki (heute Nischni Nowgorod). Nemzow erwähnte in einem Interview, „jüdischen Blutes“ zu sein. Sein Cousin ist der Soziologe Igor Eidman.

### Ausbildung
Nemzow studierte von 1976 bis 1981 Strahlenphysik an der Staatsuniversität Gorki. 1985 erhielt er den Titel Kandidat der Wissenschaften (entspricht dem deutschen Doktorgrad) in Physik und Mathematik. Bis 1990 arbeitete Nemzow als Wissenschaftler am Strahlenphysikalischen Forschungsinstitut Gorki (Горьковский научно-исследовательский радиофизический институт, НИРФИ).
In den frühen 1980er Jahren, während seiner Zeit beim Komsomol, dem Jugendverband der KPdSU, lernte er Sergei Kirijenko (* 1962) kennen, der ebenfalls aus Gorki stammte und der von April bis August 1998 Ministerpräsident von Russland war.
Nemzow wurde vom World Economic Forum unter Klaus Schwab für das neugegründete Global Leaders for Tomorrow (GLT)-Programm ausgewählt, an dem er 1993 als einer der erster Russen teilnahm.

### Politische Tätigkeit in Gorki bzw. Nischni Nowgorod
Nach der Nuklearkatastrophe von Tschernobyl 1986 engagierte sich Nemzow in Umweltinitiativen. 1988 beteiligte er sich in einer Bewegung, die den Bau des Kernheizwerkes Gorki verhinderte.
Im März 1990, bei den ersten freien Wahlen mit konkurrierenden Parteien in Russland seit 1917, wurde Nemzow von seiner Heimatstadt Gorki, als einziger nichtkommunistischer Kandidat, in den Obersten Sowjet der russischen Teilrepublik gewählt. Im Parlament schloss er sich der „Reformkoalition“ und Gruppen links der politischen Mitte an. Er arbeitete im Ausschuss für Gesetzgebung.
Nemzow stand beim Augustputsch in Moskau von konservativen Kommunisten 1991 auf der Seite von Boris Jelzin (der am 12. Juni 1991 zum Präsidenten der Russischen Teilrepublik (RSFSR) gewählt worden war und der maßgeblich zum Misslingen des Putschversuchs beitrug) und wurde von Jelzin zu dessen Vertreter in der Oblast Nischni Nowgorod und im November zum Gouverneur der Oblast ernannt.
Bei seinem Amtsantritt als Gouverneur wechselte der 32-jährige Nemzow rasch den größten Teil der Kommunisten in der Verwaltung aus und gewann den lokalen Obersten Sowjet für seine Reformpläne. Unter Nemzow wurde Nischni Nowgorod zum Vorreiter und Pilotprojekt für weitreichende wirtschaftsliberale Reformen und Privatisierungen in Russland. Er privatisierte den Handels- und Dienstleistungsbereich. Bei einer Bodenreform wurden Kolchosen und Sowchosen in private Agrarbetriebe umgewandelt. Staatsbetriebe gingen in Aktiengesellschaften über. Nemzow zur Seite standen der Amerikaner Robert Gale (International Finance Corporation, IFC) und der russische Ökonom Grigori Jawlinski. Die IFC hat die Aufgabe, zur Verringerung der Armut in den weniger entwickelten Ländern beizutragen, indem sie das Wachstum des privaten Sektors fördert und bei der Mobilisierung von Inlands- und Auslandskapital Hilfe gewährt. Er versuchte Monopole zu zerschlagen, den wirtschaftlichen Wettbewerb anzuregen und einen neuen Mittelstand zu schaffen. Nemzows Reformen wurden von der ehemaligen britischen Premierministerin Margaret Thatcher gelobt, die Nischni Nowgorod 1993 einen Besuch abstattete. Der russische Ministerpräsident Tschernomyrdin hatte Nischni Nowgorod als Modell für ganz Russland anerkannt.
Bei der Parlamentswahl am 12. Dezember 1993 wurde Nemzow in den Föderationsrat, das Oberhaus des russischen Parlaments, gewählt. Bei der Wahl wurde er von den Parteien „Russlands Wahl“ und Jabloko unterstützt, den damals wichtigsten liberalen Parteien des Landes.
Im Dezember 1995 wurde er in freien Wahlen im Amt des Gouverneurs der Oblast Nischni Nowgorod bestätigt.
Im Januar 1996 führten lokale Zeitungen in der Oblast Nischni Nowgorod Unterschriftensammlungen gegen den Ersten Tschetschenienkrieg durch. Nemzow, der die Aktion unterstützte und selbst unterschrieb, überreichte dem überraschten Jelzin eine Liste mit mehr als einer Million Unterschriften, die innerhalb von drei Wochen gesammelt wurden.

### Vize-Ministerpräsident
Im März 1997 verfügte Jelzin wegen stagnierender Reformen eine Regierungsumbildung und ernannte den 37-jährigen Nemzow wie auch Anatoli Tschubais zum Ersten Vize-Ministerpräsidenten der Russischen Föderation. Bevor Nemzow nach Moskau ging, berief er Kirijenko zum Direktor des Verwaltungskonzerns Norsi-Oil in Nischni Nowgorod. Hauptaufgabenbereich Nemzows waren nun die Sozial- und Wohnungspolitik, sowie die Reform des Energiesektors mit der Umstrukturierung von Monopolen bei Gas-, Strom- und Eisenbahnunternehmen. Nemzow erbat sich von Jelzin für seine Reformen zwei Jahre Zeit. Er sagte bei seinem Amtsantritt, er werde „nicht lügen, nicht stehlen und sich nicht bestechen lassen.“ Im Gegensatz zu den wirtschaftsliberalen Anatoli Tschubais und Jegor Gaidar galt Nemzow als Praktiker. Nemzow sah sich selbst als „Liberalen in der Wirtschaft und Anhänger eines starken Staates in der Politik“. Im April 1997 gab Nemzow im Streit mit dem Monopolkonzern Gazprom bekannt, dass Gazprom dem Staat 14,8 Billionen Rubel (damals ca. 5 Milliarden Mark) Steuern schulde, womit der Staat die ausstehenden Gehälter von Ärzten, Lehrern und Kindergärtnern auszahlen könnte. Andererseits schuldeten Betriebe, Behörden und private Haushalte Gazprom ca. 20 Milliarden Mark. Gazprom hatte sich nach der Privatisierung von 60 % der Anteile zunehmend der staatlichen Kontrolle entzogen, wovon hauptsächlich die Manager kräftig profitierten. Nemzow schuf eine zehnköpfige Regierungskommission, die unter seiner Leitung den Konzern kontrollieren sollte.
Nemzow war zu dieser Zeit in der Öffentlichkeit sehr populär und schien der wichtigste Kandidat für die Wahl zum russischen Präsidenten (26. März 2000) zu sein. Im Sommer 1997 erreichte er in Meinungsumfragen 50 % der Stimmen.
Auf Nemzows populistischen Vorschlag hin erließ Jelzin am 1. April einen Ukas, nach dem für russische Staatsbedienstete keine ausländischen, sondern nur noch heimische Wagen des Automobilherstellers GAS (Automarke Wolga) aus Nischni Nowgorod gekauft werden dürfen. In Nemzows Beisein wurden ausländische Autos aus russischem Staatsbesitz öffentlichkeitswirksam versteigert.
Am 25. April ernannte Jelzin Nemzow zusätzlich zum Treibstoff- und Energieminister. Im Streit mit dem Parlament im November des gleichen Jahres verfügte Jelzin, dass ein Erster Vizeministerpräsident nicht gleichzeitig einen Ministerposten innehaben darf. Nach einer Regierungsumbildung wurde Nemzow von Sergei Kirijenko als Energieminister abgelöst, behielt aber das Amt des Ersten stellvertretenden Regierungschefs. Bereits im April 1998 ernannte Jelzin Kirijenko zum neuen Ministerpräsidenten. Nemzow wurde erneut Vize-Ministerpräsident, jedoch mit erweiterten Befugnissen.
Am 17. Juli 1998 vertrat Nemzow bei der Beisetzung der Gebeine des letzten russischen Zaren Nikolaus II. und dessen Familie in Sankt Petersburg die russische Regierung. Er war Leiter einer Regierungskommission, die, von Jelzin eingesetzt, die Echtheit der Gebeine geprüft hatte, die 1991 in Jekaterinburg gefunden worden waren.
Während der Russlandkrise Mitte 1998 erlitt seine politische Karriere einen Rückschlag. Die russische Börse erlebte einen Kurseinbruch, worauf eine ökonomische Krise des Landes folgte. Nemzow war das einzige Mitglied des Kabinetts, das freiwillig seinen Rücktritt anbot, der von Jelzin am 28. August 1998 angenommen wurde. Nemzow und auch Tschubais wurden auf Druck des Parlaments entlassen.

### Union der rechten Kräfte

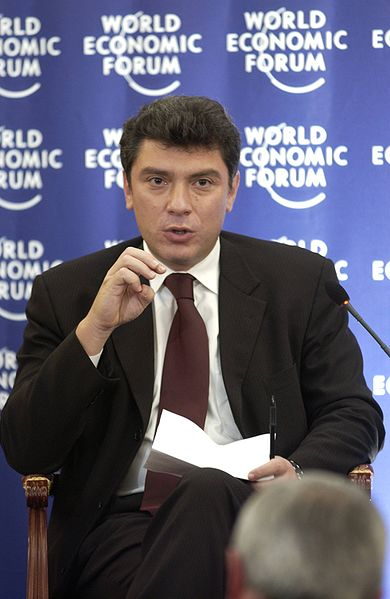
Nemzow am Weltwirtschaftsforum in Moskau (2003)

Im Januar 1999 ließ Nemzow die Bewegung „Junges Russland“ beim russischen Justizministerium registrieren. Gemeinsam mit der Bewegung „Neue Kraft“ des ehemaligen Ministerpräsidenten Kirijenko und weiteren Reformkräften plante Nemzow die Gründung der Koalition „Die rechte Sache“. Im August vor der Wahl kündigten Nemzow, Kirijenko und Irina Chakamada die Bildung der Union der rechten Kräfte einer neuen liberal-demokratischen Koalition an. Bei den russischen Parlamentswahlen im Dezember 1999 erreichte die Partei trotz der Rolle Kirijenkos und Nemzows bei der Russlandkrise mit fast sechs Millionen Wählern 8,6 % der Stimmen. Nemzow errang gegen einen ehemaligen Vorsitzenden der Autowerke GAS ein Direktmandat in seiner Heimatstadt Nischni Nowgorod. Nemzow wurde im Februar einer der stellvertretenden Sprecher der Staatsduma. Im Mai 2000, nach dem Rücktritt des vorherigen Parteivorsitzenden Sergei Kirijenko, wurde Nemzow zum Vorsitzenden und Fraktionschef der Partei in der Duma gewählt. Im Mai 2001 wurde er als Parteivorsitzender mit einer Mehrheit von 70 % der Delegiertenstimmen bestätigt.

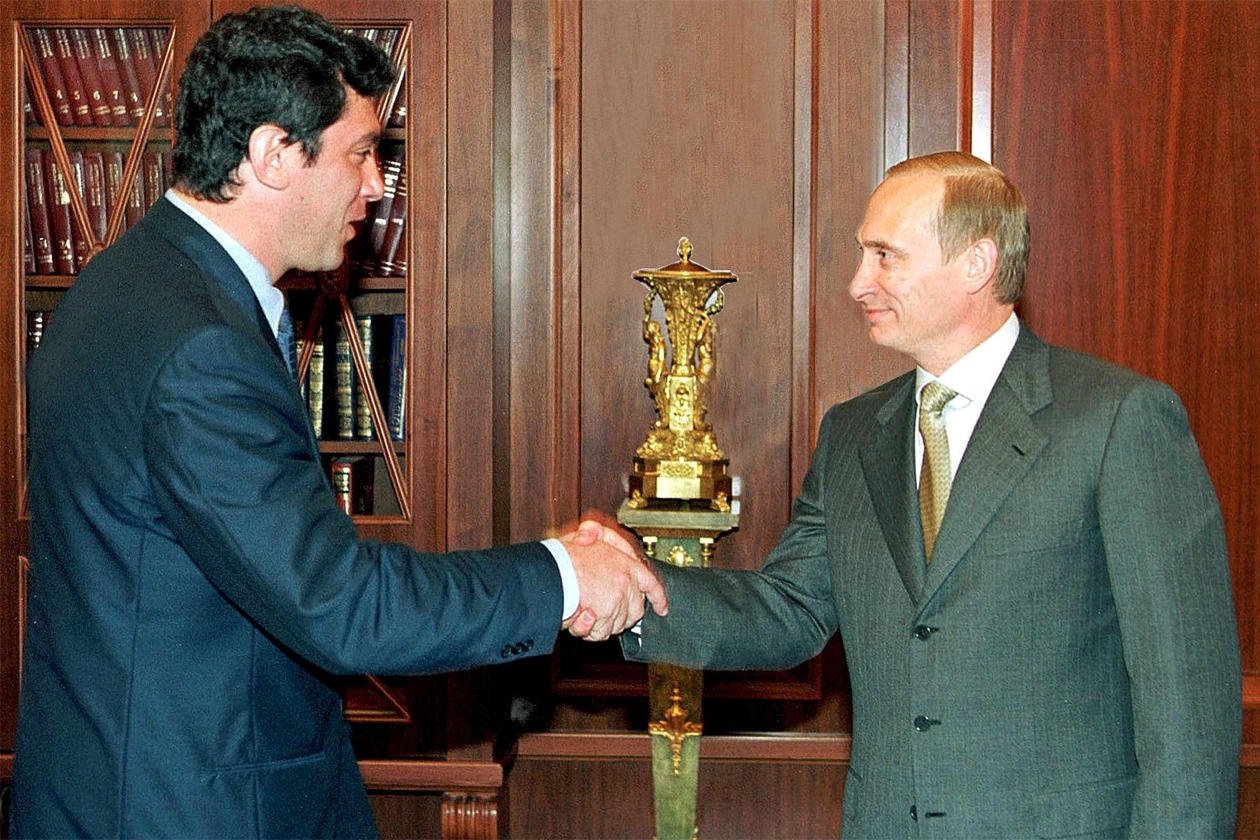
Boris Nemzow und Wladimir Putin (2000)

Im Juli 2000 organisierte Nemzow ein Treffen von 21 führenden russischen Oligarchen mit dem neuen Präsidenten Putin, bei dem Putin die Wirtschaftsvertreter vor einer Einmischung in die Politik warnte.
Nachdem der russische Präsident Putin beim Untergang des U-Boots Kursk Mitte 2000 eine zweitägige Informationssperre verhängt hatte, was internationale Hilfe verzögerte, und er nicht von seinem Urlaubsort Sotschi zum Unglücksort, sondern zu einer Konferenz auf die Krim gereist war, warf ihm die Presse Teilnahmslosigkeit und fehlendes Krisenmanagement vor. Nemzow sagte in einer Presseerklärung seiner Partei: „Das Verhalten des Präsidenten ist unmoralisch“, der Oberbefehlshaber der Streitkräfte habe kein Recht auf Urlaub, „während seine Untergebenen dieses Drama erleben“.
Zwischen 2000 und 2003 geriet Nemzow in eine politisch schwierige Position. Während er einerseits vehement gegen die Politik des Präsidenten Wladimir Putin opponierte, demokratische und bürgerliche Rechte in Russland zu beschneiden, musste er gegenüber dem mächtigen Mit-Vorsitzenden der Union der rechten Kräfte und Chef des staatlichen Stromlieferanten EES Rossii Anatoli Tschubais, der eine versöhnlichere Linie gegenüber der Regierung vertrat, Kompromissbereitschaft zeigen. Das Profil der Partei erschien durch den Konflikt zunehmend verworren, was viele Wähler von der Partei entfremdete. Der bekannte Wirtschaftsoligarch Tschubais war aus der Jelzinära zudem als gesellschaftlich verhasster Privatisierer in Erinnerung geblieben.
Bei den russischen Parlamentswahlen 2003, errang die Partei, deren Liste von Nemzow und Tschubais angeführt wurde, mit 2,4 Millionen Wählern 4 % der Stimmen. Sie verpasste knapp, wie auch die liberale Partei Jabloko, die 5-Prozent-Hürde und somit den Einzug in die Duma. Die offiziellen Wahlergebnisse wurden jedoch nach Wählerumfragen angezweifelt, alternative Auszählungen ergaben mehr als 5 % der Stimmen für die Union der rechten Kräfte, was den Einzug in Fraktionsstärke ins Parlament bedeutet hätte. Nemzow sagte „Die Parlamentsmehrheit gehört nun denen, die für den Polizeistaat stehen, für das Einschränken bürgerlicher Freiheiten, für das Ende der unabhängigen Justiz“ und weiter „Ich will nicht jammern. Wir wussten, dass es in der gelenkten Demokratie sehr hart ist, gegen die autoritären Tendenzen zu kämpfen. Man verkauft den russischen Bürger für dumm.“ Im Dezember 2003 traten die vier Vorsitzenden Chakamada, Tschubais, Nemzow und Gaidar vom Parteivorsitz zurück und übernahmen die Verantwortung für die Niederlage.
Bei den russischen Präsidentschaftswahlen 2004 stellte die Partei keinen Kandidaten, da gegen den Amtsinhaber Putin keine faire Chance bestanden habe und da eine Spaltung der Partei in Gegner Putins (Nemzow) und Anhänger (Tschubais) verhindert werden sollte. Die Mitvorsitzende Irina Chakamada trat als einzige Vertreterin der Liberalen, jedoch ohne offizielle Unterstützung der Partei an. Nemzow unterstützte die Kandidatur und rief seine Parteifreunde auf, Chakamada zu wählen. Die Kandidatur Chakamadas wurde auch kritisiert, da damit die Wahl Putins durch Gegenkandidaten „legitimiert“ werde.

### Komitee 2008
Am 22. Januar 2004 veröffentlichte Nemzow, gemeinsam mit seinem langjährigen Berater und Parteifreund Wladimir Kara-Mursa, in der Zeitung Nesawissimaja gaseta einen Artikel mit dem Titel „Über die Gefahr des Putinismus“, in dem er vor den Gefahren einer drohenden Diktatur Putins warnte. Im selben Monat war Nemzow Mitbegründer des Komitee 2008, einer Vereinigung russischer Oppositioneller, die auch Persönlichkeiten wie Garri Kasparow, Wladimir Bukowski und weitere prominente Liberale umfasste. Laut Kasparow sollte das Komitee nicht als Partei in Erscheinung treten.
Nemzow unterstützte aktiv die Orange Revolution im November/Dezember 2004 in der Ukraine und war dann zwischen 2005 und 2006 Wirtschaftsberater des ukrainischen Präsidenten Wiktor Juschtschenko.

### Präsidentschaftswahlen 2008

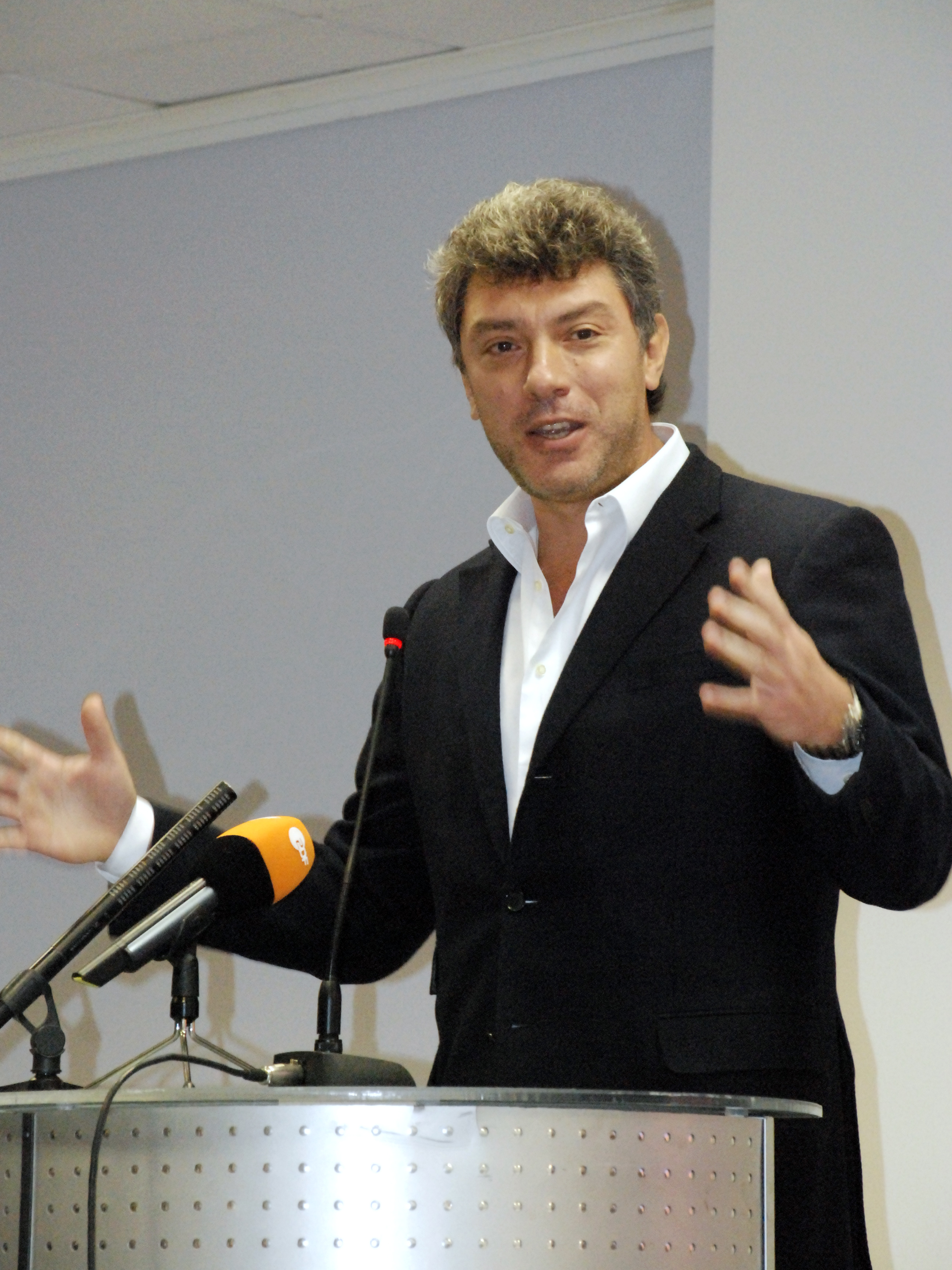
Boris Nemzow (November 2008)

Bei den russischen Präsidentschaftswahlen 2008 nominierte die Union der rechten Kräfte Boris Nemzow als Präsidentschaftskandidaten. Bereits am 26. Dezember 2007 zog Nemzow jedoch seine Kandidatur zurück. Er bezeichnete die Wahlen als „Farce“ und forderte die anderen beiden oppositionellen Kandidaten, Michail Kassjanow und Gennadi Sjuganow auf, seinem Beispiel zu folgen.
Anfang Januar 2008 gab Nemzow dann überraschend seinen Austritt aus der Union der rechten Kräfte bekannt. Gründe für diesen Schritt gab er nicht an.

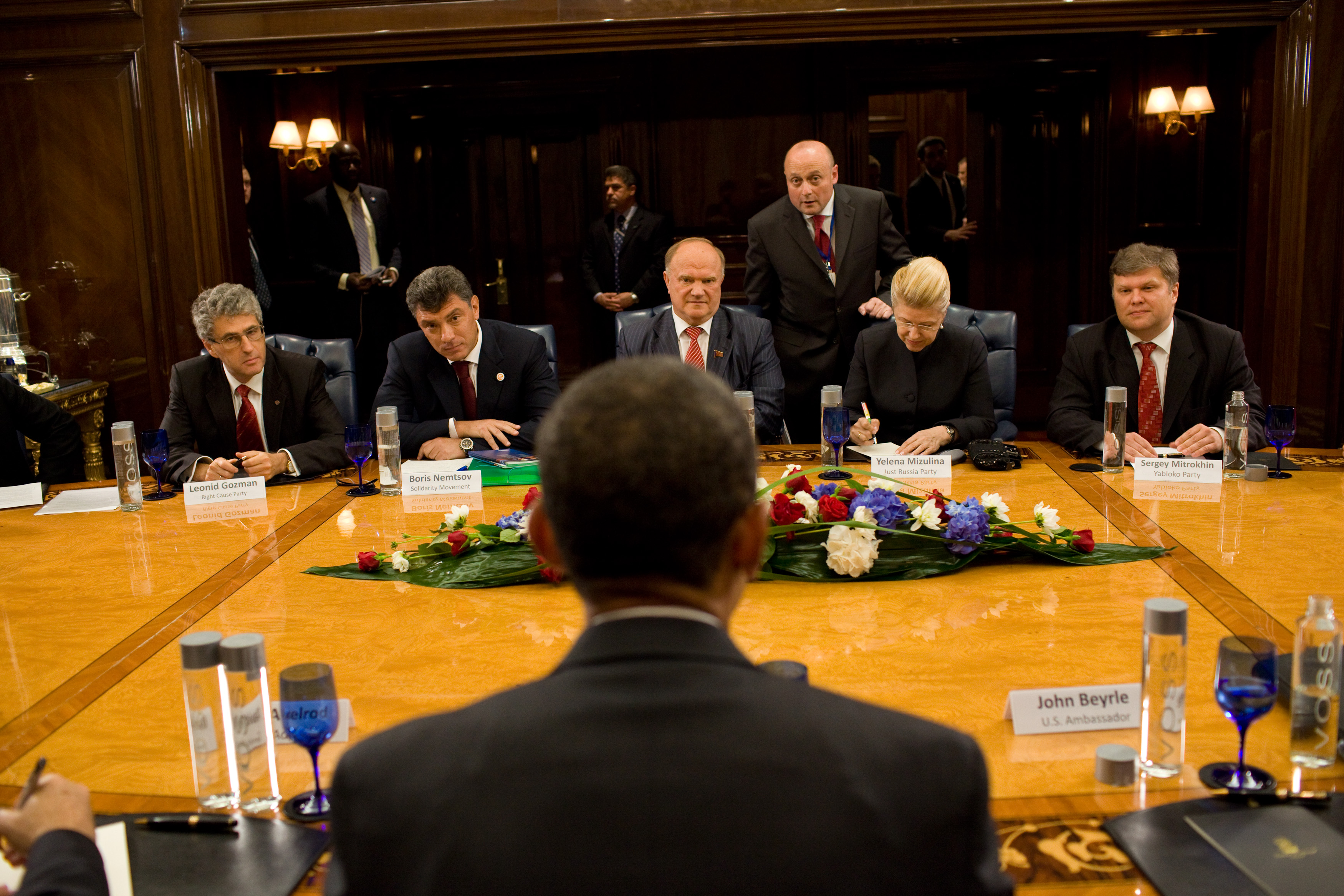
US-Präsident Barack Obama (vorn) spricht mit den russischen Politikern Leonid Gosman, Boris Nemzow, Gennadi Sjuganow, Jelena Misulina und Sergei Mitrochin (Juli 2009)

### Bürgermeisterwahl 2009 in Sotschi
Bei den vorgezogenen Neuwahlen um das Bürgermeisteramt seiner Geburtsstadt Sotschi am 26. April 2009 kandidierte der von Solidarnost unterstützte Nemzow erfolglos (13,6 % oder 16.767 Stimmen) per Personendirektwahl gegen den amtierenden Bürgermeister Anatoli Pachomow (76,86 % oder 94.685 Stimmen) bei einer Wahlbeteiligung von 38,62 %. Nemzow wurde im Vorfeld der Wahl durch die kremltreuen Medien aktiv daran gehindert, Wahlkampf zu betreiben. Dabei wurden Auftritte verweigert und der Kandidat als südkoreanischer Spion beschimpft. Von besonders großem Interesse war der Wahlkampf, da der Gewinner die Olympischen Winterspiele 2014 als Bürgermeister repräsentieren würde.

### Abgeordneter in Jaroslawl
Im Jahr 2013 wurde er Abgeordneter in der Region Jaroslawl. Ein stellvertretender Gouverneur trat aufgrund von Nemzows Vorwürfen wegen Korruption zurück.
Wladimir Kara-Mursa nannte Nemzow den Gegenbeweis gegen die Klischees, wonach in Russland kein echter Oppositioneller eine Wahl gewinnen könne und einen Vorreiter der Wahl von Oppositionellen in Regionalwahlen wie den Moskauer Kommunalwahlen 2017.

### Opposition zu Putin
Nemzow wurde am 25. November 2007 im Rahmen einer nicht genehmigten Demonstration in der Nähe der Eremitage in Sankt Petersburg gegen Präsident Putin festgenommen. Er wurde noch am selben Tag freigelassen.
Am 10. März 2010 unterzeichnete Nemzow ein Manifest der russischen Opposition mit dem Titel Putin muss gehen. Zusammen mit Wladimir Milow veröffentlichte er mehrere Oppositionspapiere, einschließlich Putin. Ergebnisse. Zehn Jahre.
Er war einer der Führer der Solidarnost-Bewegung (russisch Солидарность), die ein breites linksliberales und sozialdemokratisches bis rechtsliberales Bündnis von Oppositionellen darstellt. Zu Solidarnost zählen unter anderem Garri Kasparow, Ilja Jaschin, Roman Dobrochotow mit The Insider, Wladimir Milow und Lew Ponomarjow.
Nemzow war, als Vertreter für Solidarnost, Mitgründer und -vorsitzender der sich seit November 2010 im Aufbau befindenden Partei der Volksfreiheit. Diese Partei diente als ein Sammelbecken vier unterschiedlicher oppositioneller Bewegungen (unter anderem Solidarnost) und sollte nach ihrer Registrierung an den Dumawahlen 2011 teilnehmen. Dieses Ziel wurde jedoch nicht erreicht.
Am 31. Dezember 2010 wurde er erneut mit ungefähr 70 Oppositionsführern während einer Kundgebung gegen die Regierung auf dem Roten Platz festgenommen und am 2. Januar 2011 zu 15 Tagen Gefängnis verurteilt. Die Verhaftungen wurden von US-Senator John McCain und dem damaligen US-Senator Joe Lieberman kritisiert.
Bei Protesten nach den russischen Parlamentswahlen am 6. Dezember 2011, während einer nicht genehmigten und bis dato größten Demonstration seit Jahren in Moskau, gegen vermutete Manipulationen bei den Wahlen vom 4. Dezember, wurde Nemzow erneut festgenommen – mit mindestens 100 anderen Demonstranten. Offizielle sprachen von mindestens 250 Teilnehmern, Augenzeugen von mindestens 500.
Als im Juni 2012 Nemzows Partei PARNAS mit der RPR (Republikanische Partei Russlands) zur RPR-PARNAS fusionierte, wurde er auch in dieser Partei zu einem der Ko-Vorsitzenden bestimmt. Er hatte diese Position bis zu seinem Tod inne.

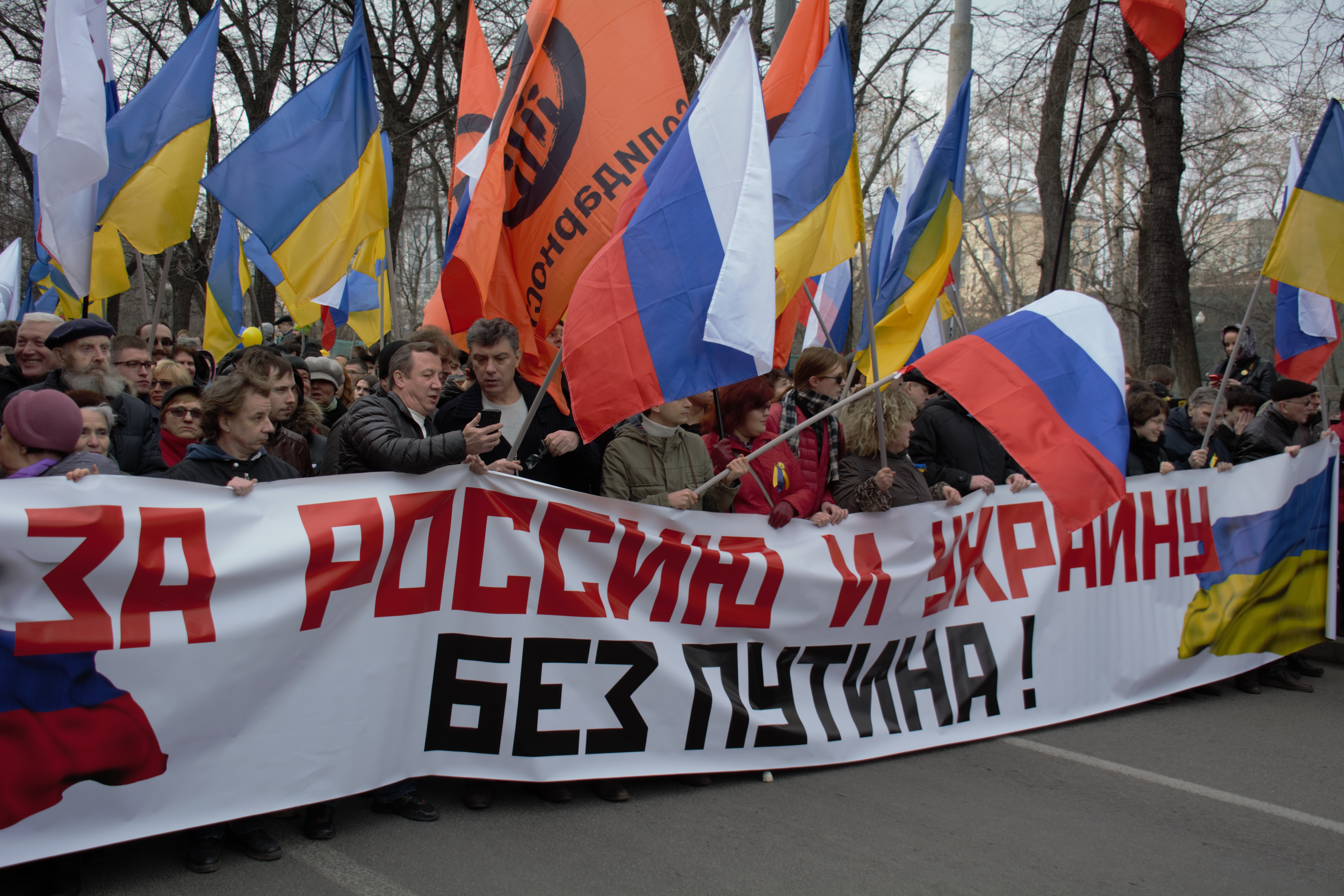
Nemzow am 15. März 2014 beim Friedensmarsch in Moskau: „Für Russland und Ukraine ohne Putin!“

Nemzow war ein Unterstützer des ukrainischen Machtwechsels hin zu NATO- und EU-freundlichen Kräften. Für den folgenden Konflikt in der Ostukraine machte er Wladimir Putins Furcht vor der heimischen Opposition verantwortlich. Im Juni 2014 schrieb er in der Kyiv Post:
„Den Krieg mit der Ukraine fing Putin an, weil er eine Wiederholung des Maidan in Moskau fürchtete, um zu demonstrieren, dass eine Revolution im Chaos endet und die Menschen die Staatsmacht nicht auf diese Art beseitigen können.“
Im September 2014 nannte er Putins Handeln, ohne Zustimmung des Föderationsrats reguläre russische Truppen in die Ukraine zu senden "ein Verbrechen, das nicht verjährt".
In einem Interview mit der ARD am 10. Dezember 2014 sagte Nemzow, Russland sei ein klassischer Mafia-Staat mit dem „Mafioso“ Putin an der Spitze. „Es gibt einen engen Kreis von Personen, die von diesem Mafioso gefüttert werden und vollkommen von ihm abhängig sind. Für sie gelten keine Gesetze […] Sie kontrollieren alle wichtigen Massenmedien.“ Putin sehe überall Feinde. Das sei auf dem Niveau einer Paranoia. Zur Annexion der Krim sagte Nemzow, Sanktionen gegen die russische Bevölkerung seien schlecht. Gut seien Sanktionen gegen die „Dreckskerle, Halunken und Banditen aus dem Umfeld von Putin“, die zu Milliardären geworden seien. Man dürfe mit Putin keine Kompromisse machen: „Er hat sich die Krim genommen. Als Nächstes wird er sich Kiew nehmen, danach ist die Republik Moldau dran, dann Polen und dann die baltischen Staaten. Das ist ein Räuber. Er versteht nur die Sprache der Stärke, keine andere Sprache.“
Kurz vor seinem Tod kritisierte Nemzow Präsident Putin erneut scharf und kündigte neue Enthüllungen über den Krieg in der östlichen Ukraine an. Zuvor hatte er für einen Bericht verschiedene öffentlich zugängliche Quellen zusammengetragen und Zeugen befragt; das gewonnene Bild bestätigte eine umfangreiche Tätigkeit des russischen Militärs im Donbass. Mitarbeiter Nemzows veröffentlichten den Bericht posthum.
Laut Nemzows Biograf Michail Fischman brachte Boris Nemzow den Slogan „Putin bedeutet Krieg“ als Erster in die politische Diskussion und in die Öffentlichkeit. Er wiederholte die Botschaft Путин – это война (Putin – eto woina, sinngemäß: „Putin – das ist Krieg“) immer wieder bis zu seinem Tod. Beispielsweise sagte er im Jahr 2014: „Putin bedeutet Krieg, Krise und Armut“; und „Putin“, „Krise“, „Krieg“ seien Synonyme. Boris Nemzow bewies 2015 das direkte militärische Eingreifen Russlands 2014 in der Ukraine. In einem seiner letzten Interviews vier Tage vor seinem Tod sagte er, Putin sei gefährlicher als das Sowjetregime. Er allein entscheide über Kriege. Es gebe niemanden mehr in seiner Umgebung, der ihn beeinflussen könne. Deshalb sei es seine Aufgabe, den Menschen zu zeigen: „Putin bedeutet Krise, Putin bedeutet Krieg.“

## Ermordung

### Tat

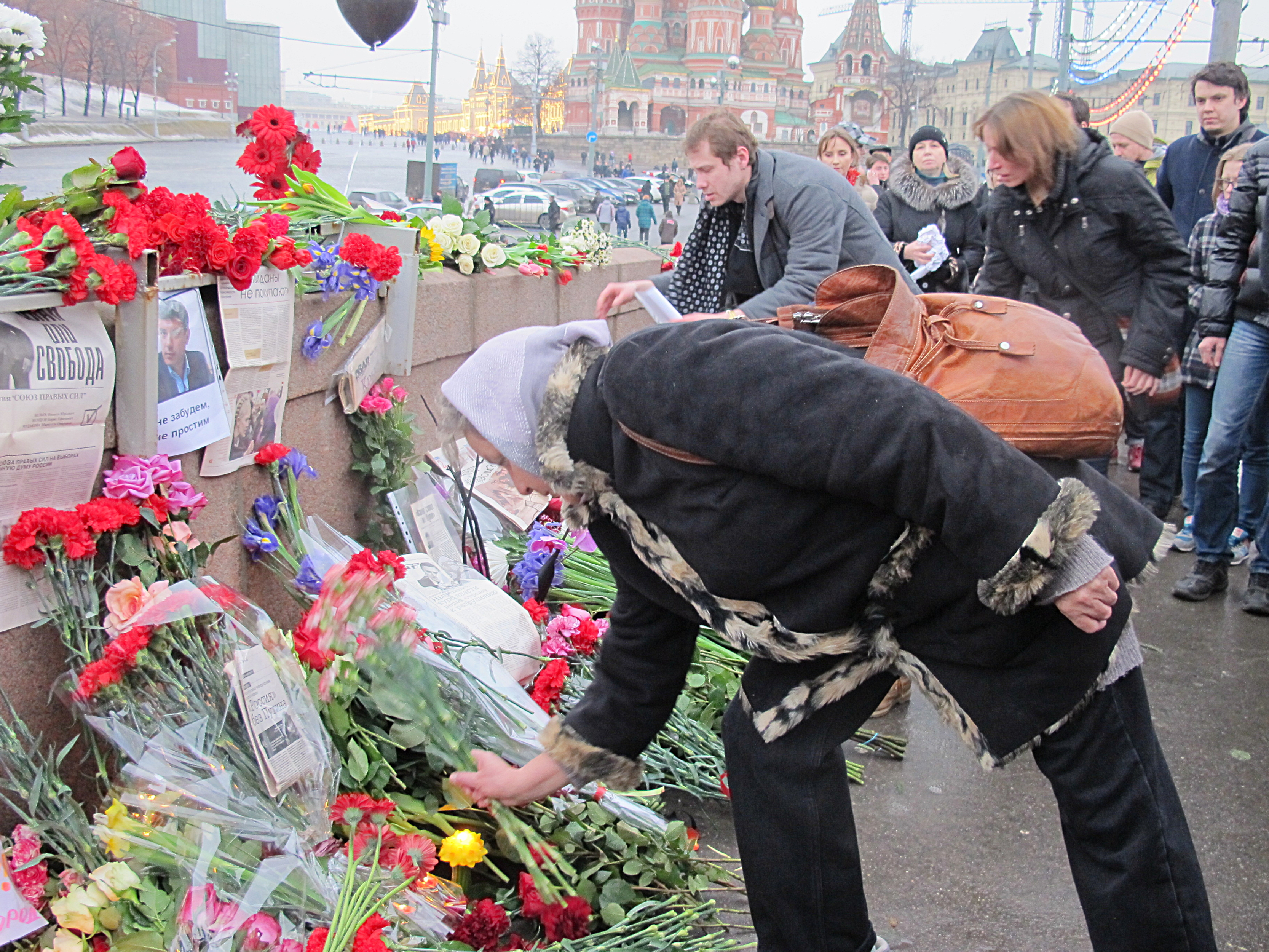
Tatort am nächsten Tag

Am späten Abend des 27. Februar 2015 war Nemzow in Begleitung seiner Freundin, des ukrainischen Models Anna Durizkaja, auf der Großen Moskwa-Brücke unterwegs, die sich in Sichtweite zum Kreml befindet, als er durch vier Schüsse in Rücken und Hinterkopf aus einer Makarow-Pistole getötet wurde. Seine Begleiterin blieb unverletzt.
Drei Stunden vor seinem Tod hatte Nemzow im Radiosender Echo Moskwy ein Interview gegeben und Vorschläge gemacht, „um Russland zu verändern“. In dem Interview hatte er seine Vorwürfe wiederholt: Eine Elite um Putin habe Geld und Macht in Russland an sich gerissen, und Putin habe Russland mit seiner „verrückten, aggressiven und tödlichen Politik des Krieges gegen die Ukraine“ in die Krise gestürzt. Anlass des Interviews war der „Antikrisenmarsch“, zu dem Nemzow und Weggefährten für den folgenden Tag aufgerufen hatten.

### Reaktionen
Wenige Stunden nach der Tat äußerte die Pressestelle von Präsident Wladimir Putin, es handele sich um einen Auftragsmord und eine „außergewöhnliche Provokation“. Auch Michail Gorbatschow, der frühere sowjetische Präsident, äußerte, es sei „ein Versuch, in dieser Situation Komplikationen zu stiften, möglicherweise sogar, die Lage im Land zu destabilisieren“.
US-Präsident Barack Obama rief die russische Regierung zu einer „raschen, überparteilichen und transparenten Ermittlung“ auf.
Alexander Bastrykin, Chef des staatlichen Ermittlungskomitees, äußerte Thesen zu den möglichen Motiven, die von einem Russland-Korrespondenten des Nachrichtenmagazins Der Spiegel als haltlos bzw. als Verschwörungstheorien bezeichnet wurden. Unter anderem wurde dabei der Altersunterschied von Nemzow und seiner 23-jährigen Freundin von staatlichen Medien thematisiert und über die Möglichkeit spekuliert, dass er sich durch seine Unterstützung für das Satiremagazin Charlie Hebdo oder illegale Tätigkeiten private Feinde und Rivalen gemacht habe.
Michael Thumann, Korrespondent der Zeit, kommentierte, Nemzow sei ein „Opfer des staatlich geförderten Hasses“ geworden:
„In Russland herrscht eine Hexenjagd, in der die öffentliche Bloßstellung von Oppositionellen und politischen Gegnern Putins zum Tagesgeschäft gehört. Das Fernsehen hetzt gegen die Opposition, behauptet, sie sei vom Ausland bezahlt und würde den vom Volk geliebten Putin stürzen wollen. Putin selbst spricht immer wieder von ‚Staatsfeinden im Innern‘, die Russland zerstören wollten. Es ist der staatlich geförderte Hass, der Boris Nemzow umgebracht hat.“
Am 2. März 2015 wurde Nemzow vom ukrainischen Präsidenten Petro Poroschenko postum mit dem Orden der Freiheit ausgezeichnet.
Boris Nemzow wurde am 3. März 2015 auf dem Friedhof Trojekurowo beigesetzt.

### Festnahmen und Ermittlungen
Am 7. März 2015 erfolgten fünf Festnahmen. Ein sechster Verdächtiger sprengte sich während seiner Festnahme in seiner Wohnung in Grosny mit einer Handgranate in die Luft. Die Tatverdächtigen stammten aus dem islamisch geprägten Tschetschenien oder benachbarten Kaukasusrepubliken. Sie standen unter Verdacht, gemeinsam einen Mord verübt zu haben, „um sich zu bereichern oder im Auftrag“ (Art. 105 Abs. 2 des russischen Strafgesetzbuchs). Zwei dieser Männer wurden am 8. März offiziell beschuldigt und die übrigen drei in Untersuchungshaft genommen.
Beschuldigt wurden zunächst Saur Dadajew und Ansor Gubaschew. Saur Dadajew, auf den sich die Moskauer Haftrichterin Natalja Muschnikowa berief, war stellvertretender Kommandeur im Bataillon „Sewer“ des Innenministeriums der autonomen Republik Tschetschenien. Das Bataillon wurde 2006 als eine Art Leibgarde Ramsan Kadyrows gegründet. Er wurde in der Regionalhauptstadt Magas in der Teilrepublik Inguschetien verhaftet und gab eine Tatbeteiligung zu; in der öffentlichen Gerichtssitzung bezeichnete er sich jedoch als nicht schuldig. Ansor Gubaschew arbeitete für eine private Sicherheitsfirma in Moskau. Er wurde ebenfalls in Inguschetien verhaftet, bestritt aber jegliche Beteiligung. Sein jüngerer Bruder Schadid Gubaschew sowie Ramsat Bachajew und Temirlan Eskerchanow waren die weiteren festgenommenen Männer. Über sie wurde zunächst nichts Näheres bekannt gegeben.
Diese ersten Festnahmen wurden in Verbindung zum tschetschenischen Präsidenten Ramsan Kadyrow gebracht, als Motiv wurde Nemzows Unterstützung für die französische Satirezeitung Charlie Hebdo nach dem Anschlag vom 7. Januar 2015 genannt. Russische Oppositionelle und Weggefährten Nemzows wiesen die Darstellung der Ermittler zurück. Ilja Jaschin bezeichnete die „islamistischen Motive“ als unsinnig und als offensichtliche Ablenkung; Nemzow sei kein prominenter Kritiker des Islamismus gewesen, sondern eben ein Kritiker Putins und seiner Gefolgsleute, zu denen der auch als „Vasall Putins“ bezeichnete Ramsan Kadyrow gehöre, der im Auftrag des Kreml Tschetschenien beherrsche.
Am 22. März wies die Frankfurter Allgemeine Sonntagszeitung mit Berufung auf nicht näher benannte „Sicherheitskreise“ auf ein weiteres mögliches Mordmotiv hin: Nach der Annexion der Krim 2014 habe Nemzow den Vereinigten Staaten geholfen, die Liste der Sanktionen gegen russische Politiker und Geschäftsleute zu erstellen, von denen insbesondere enge Freunde Putins betroffen waren. Wiktor Jerofejew sah in Nemzows Mitwirkung an der Erstellung der Personenlisten für die US-Sanktionen den „Hauptgrund“ des Mordes. Für die von den Sanktionen Betroffenen sei Nemzow ein Verräter gewesen.
Nemzows älteste Tochter Schanna Nemzowa, eine Journalistin, versuchte die Aufklärung des Verbrechens voranzutreiben und bekam daraufhin Drohungen. Im Juni 2015 verließ sie Russland. Ihr Anwalt sagte, in Russland werde „eine von der russischen Regierung instigierte Politik des Terrors“ betrieben. Im Juli 2015 erhielt sie einen Vertrag bei der Deutschen Welle in Bonn. Sie sagte, sie werde erst nach Russland zurückkehren, wenn Russland ein Rechtsstaat sei; „das ist unter Putin nicht möglich“.
Beim Prozess konzentrierten sich die Ankläger auf DNA-Spuren am Tatort und die verwendete Munition, was die Ermittlung eines staatlichen Auftraggebers von vornherein unwahrscheinlich werden ließ.

### Verurteilungen
Ende Juni 2017 sprachen die Geschworenen des Militärgerichts in Moskau die fünf Verdächtigen schuldig, im Juli wurden die Strafen verkündet. Saur Dadajew wurde zu 20 Jahren Haft verurteilt. Er hatte gestanden, dass er die tödlichen Schüsse abgegeben hatte. Schadid und Ansor Gubaschew, Temirlan Eskerchanow und Ramsat Bachajew erhielten als Mittäter Strafen zwischen 11 und 19 Jahren. Als Auftraggeber der Tat benannte das Gericht Ruslan Muchudinow, der den Mördern 15 Millionen Rubel Kopfgeld versprochen habe. Er ist seit 2015 flüchtig und international zur Fahndung ausgeschrieben.
Nemzows Tochter Schanna kritisierte das Urteil scharf. Sie warf der Ermittlungsbehörde und dem Gericht vor, die „offensichtliche Tatsache“ nicht anerkannt zu haben, dass die Ermordung ihres Vaters politisch motiviert gewesen sei. Weder die Auftraggeber noch das Motiv seien ermittelt worden.

### Anhaltende Forderungen nach Aufklärung

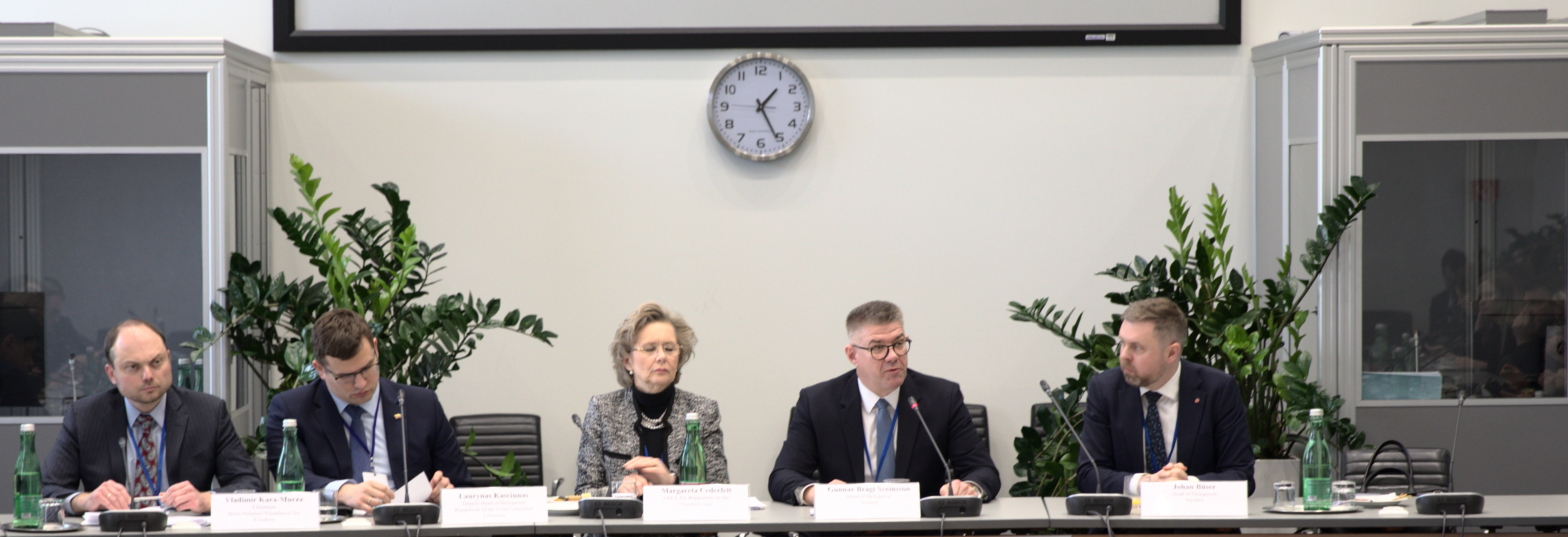
Vorstellung des OSZE-Berichts zu Nemzows Ermordung in Wien, Bibliotheksaal des Kongress- und Veranstaltungszentrums Hofburg. Mitte: Sonderberichterstatterin Margareta Cederfelt.

Die Parlamentarische Versammlung der OSZE richtete im Februar 2019 eine Kommission zur Untersuchung des Mordes an Boris Nemzow ein und ernannte ihre Vizepräsidentin Margareta Cederfelt zur Sonderberichterstatterin. Cederfeldts Untersuchungsbericht wurde am 20. Februar 2020 veröffentlicht, kurz vor dem fünften Jahrestag des Mordes. Am 30. Juli erschien eine aktualisierte Fassung des Nemzow-Berichts. In dem Bericht wurden die Ermittlungen der russischen Behörden als unzureichend kritisiert. Die meisten Fragen seien nach wie vor ungeklärt, die Auftraggeber nicht ermittelt worden. Eine neue, umfassende Untersuchung des Mordes sei erforderlich.
Die OSZE rief zu einer unabhängigen internationalen Untersuchung des Falles auf, wie zuvor schon der Europarat. Der OSZE-Bericht gab den Kritikern Rückendeckung, die weiterhin Aufklärung forderten. Die Journalistin Schanna Nemzowa wiederholte ihre Überzeugung, dass ihr Vater aus politischen Gründen ermordet wurde. Sie sagte, zur Aufklärung sei ein neues Verfahren nötig, aber der politische Wille dazu sei nicht vorhanden.

### Ermittlungen investigativer Journalisten
Am 28. März 2022, während des Krieges Russlands gegen die Ukraine, wurden Ermittlungsergebnisse, die das investigative Recherchenetzwerk Bellingcat, die russischsprachige Internetzeitung The Insider und die britische BBC zusammengetragen hatten, bekannt. Die Informationen waren im Wesentlichen durch Auswertung der Datenbank Magistral des russischen Inlandsgeheimdienstes FSB gewonnen worden. Diese Datenbank wird bzw. wurde vom FSB verwendet, um die Bewegungen von Oppositionellen und Regierungsgegnern zu erfassen. In dieser Datenbank sind jedoch nicht nur die Bewegungsmuster der beschatteten Personen selbst, sondern ihrer ganzen Umgebung – auch beispielsweise die der überwachenden FSB-Agenten – mit erfasst. Die geheime Datenbank gelangte in Teilen durch mutmaßliche Bestechung von Offiziellen auf den schwarzen Markt und in die Hände investigativer Journalisten. 
Eine solche Datenbank, so Christo Grozev, eine führende Person bei Bellingcat, sei „in einer korrupten Gesellschaft wie der Russlands ein zweischneidiges Schwert“. Sie könne unbeabsichtigt investigativen Journalisten dazu dienen, die Bewegungsmuster von Agenten zu ermitteln. Im Falle Nemzows zeigte diese Auswertung, dass der Oppositionspolitiker auf 13 Reisen im Jahr vor seiner Ermordung durch einen FSB-Offizier namens Waleri Sucharew beschattet worden war. Sucharew buchte seine Zug- und Flugreisen praktisch zeitlich parallel und häufig sogar vor Nemzow, schien also dessen Reiseziele frühzeitig zu kennen. Sucharew war den investigativen Journalisten schon bekannt, da er mutmaßlich in zwei Mordversuche an dem Oppositionellen Wladimir Kara-Mursa 2015 und dem Oppositionellen Alexei Nawalny 2020 involviert gewesen war.

## Gedenken

### Veranstaltungen

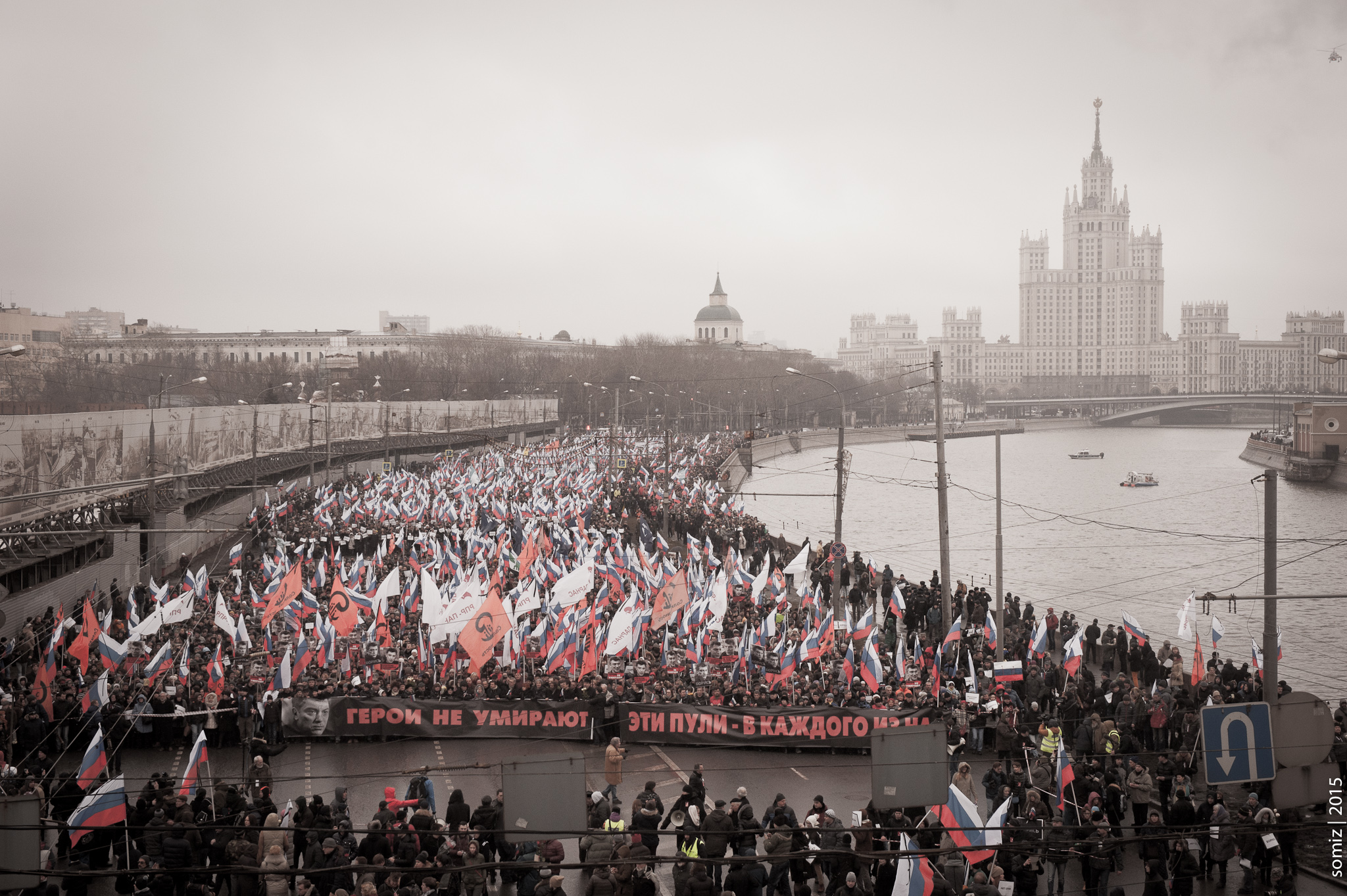
Trauermarsch am 1. März 2015 in Moskau

Der „Antikrisenmarsch“ am 1. März 2015 in Moskau, den Nemzow noch selbst mitorganisiert hatte, wurde zu einem Trauermarsch für ihn. Zehntausende Menschen nahmen teil. Sie trugen Banner mit den Aufschriften „Helden sterben nicht“ und „Diese Kugeln treffen jeden von uns“. Auf einzelnen Plakaten stand zum Beispiel: „Ich habe keine Angst“, „Propaganda tötet“ und „Alle kann man nicht umbringen“. Die meisten Menschen gingen schweigend. Viele trugen russische Fahnen. Dazu hatte Nemzow selbst aufgefordert, um den Vorwurf zu entkräften, Kritiker der Regierung seien „Vaterlandsverräter“. Bei dem Marsch wurde deutlich, wo die meisten Teilnehmer die Verantwortung für den Mord an Nemzow sahen. Eine Rentnerin drückte es so aus: „Am Kreml wird doch jeder Zentimeter überwacht. Hinter dem Mord können nur russische Sicherheitskräfte stecken. Das ist zu 99 Prozent sicher.“
Am Wochenende 25./26. Februar 2017 fand ein Gedenkmarsch tausender Menschen in Moskau statt. Beim Tatort auf der Brücke täglich niedergelegte Blumen, Kerzen und Bilder wurden von Behörden entfernt. Um den zweiten Jahrestag des Mordes kam es auch zu einer vorübergehenden Festnahme mehrerer Aktivisten.
Am 25. Februar 2018 demonstrierten wiederum über 4000 Menschen für ein freies Russland. Im Jahr 2019 wurden beim Gedenkmarsch in Moskau bis zu 11.000 Menschen gezählt und weitere bis zu 3000 in Sankt Petersburg.
Am Samstag, 29. Februar 2020 demonstrierten in Moskau nach einem Aufruf des Oppositionspolitikers Alexei Nawalny und anderer Organisatoren nach Weißer Zähler über 22.000 bzw. nach Innenministerium 10.500 Personen zur Erinnerung an den ermordeten Nemzow und als Protest gegen die von Präsident Wladimir Putin angekündigte Reform der russischen Verfassung. Es war die erste Großkundgebung seit den gewaltsam aufgelösten Demonstrationen im Sommer 2019 für freie und faire Wahlen zum Moskauer Stadtparlament. Nawalny zeigte sich unzufrieden mit den Fortschritten der Ermittlungen zum Mord an Nemzow und kündigte weitere jährliche Kundgebungen an, „bis der Fall gelöst ist“. In St. Petersburg marschierten am selben Tag etwa 2.000 Menschen zum Denkmal für die Opfer politischer Repression.
Eine Mahnwache am Tatort wurde fünf Jahre lang aufrechterhalten. Im März 2020 konnte sie wegen der Ausgangssperre infolge der COVID-19-Pandemie nicht fortgeführt werden.

### Stiftung
Zum Gedenken an Nemzows Lebenswerk gründete seine Tochter Schanna Borissowna Nemzowa 2015 die Boris Nemzow Stiftung für die Freiheit mit Sitz in Bonn.

### Sonstiges
Im Jahr 2018 wurden Boris-Nemzow-Plätze in Kiew, Vilnius und Washington geschaffen, in Washington direkt vor der russischen Botschaft. Das Stadtparlament von Prag beschloss im Februar 2020, den Platz vor der russischen Botschaft in Boris-Nemzow-Platz umzubenennen. Die russische Botschaft in Prag erklärte daraufhin, fortan die Adresse der Konsularabteilung zu verwenden.
Ein offener Brief bekannter Persönlichkeiten an den Bürgermeister von Moskau forderte Anfang 2019 einen Gedenkort in der Stadt.
Einen Monat nach Beginn des russischen Überfalls auf die Ukraine 2022 beschloss der Stadtrat von Bratislava die Umbenennung der Straße vor der russischen Botschaft in Boris-Nemzov-Straße. An der feierlichen Anbringung des Straßenschildes am 25. Mai 2022 nahm die älteste Tochter Nemzows, Schanna Nemzowa, teil.

## Privates
Nemzow hatte vier Kinder. Aus seiner Ehe mit Raissa Achmetowna Nemzowa stammt die älteste Tochter, die Journalistin und TV-Moderatorin Schanna Nemzowa (* 1984). Aus der Beziehung mit der Journalistin Jekatarina Odinzowa, die er in Nischni Nowgorod kennengelernt hatte, stammen ein Sohn (* 1995) und eine Tochter (* 2002); mit seiner Sekretärin Irina Korolewa hatte er eine weitere Tochter (* 2004). Im Jahr 2007 teilte Nemzow mit, dass die Ehe mit seiner Frau Raissa zwar weiter bestehen bleibe, das Paar jedoch getrennt lebe.
Als Boris Nemzow das Jahresende 2011 in Dubai verbrachte, fotografierten ihn Paparazzi mit der 25-jährigen Anastassija Ognewa. Nach der Veröffentlichung der Fotos sagte Nemzow, sie würden sich seit drei Jahren kennen und seien nun ein Paar.

## Publikationen
- Aus der Provinz in den Kreml. Harnisch, Nürnberg 1997, ISBN 3-9804167-8-X (Rezension).
- mit Wladimir Kara-Mursa: Über die Gefahr des Putinismus, Brief an die Unterstützer Präsident Putins (Об угрозе путинизма, Письмо сторонникам президента Путина). Nesawissimaja gaseta (Независимая газета), 21. Januar 2004, Onlinetext (russisch).
- Die Beichte eines Rebellen (Борис Немцов, Исповедь бунтаря). Moskau 2007, ISBN 978-5-91114-004-5 (russisch).